# Parafia bł. ks. Emiliana Kowcza w Jelczu-Laskowicach
Parafia greckokatolicka bł. ks. Emiliana Kowcza w Jelczu-Laskowicach – parafia greckokatolicka z siedzibą Jelczu-Laskowicach. Jednostka należy do eparchii wrocławsko-koszalińskiej i znajduje się na terenie dekanatu wrocławskiego.
Została erygowana 1 kwietnia 2018 jako placówka duszpasterska. Nabożeństwa odbywają się w rzymskokatolickiej kaplicy Bożego Miłosierdzia.